# Dutch Basketball League
La Dutch Basketball League è stata la massima serie del campionato olandese di pallacanestro, dal 2010 conosciuta anche come Dutch Basketball League. A partire dal 2021 si è fusa con la Pro Basketball League belga per costituire la BNXT League, all'interno della quale si continua ad assegnare il titolo di campione dei Pasi Bassi.

## Storia
Il campionato nacque nel 1946 e per i primi vent'anni vide il predominio delle squadre di Amsterdam: il DED Amsterdam, i The Wolves Amsterdam e l'AMVJ Amsterdam tra tutte.
Gli inizi degli anni 1970 videro emergere i Flamingo's Haarlem. Gli anni 1980, invece, furono ad esclusivo appannaggio dell'EBBC Den Bosch, dominio che si diverse con i Noordkop per gli anni 1990.
Gli anni 2000 segnarono il ritorno delle squadre della capitale: l'Amsterdam fece suo ben sette titoli.

## Albo d'oro
- 1945-1946  DED Amsterdam
- 1946-1947  DED Amsterdam
- 1947-1948 APGS Amsterdam
- 1948-1949  AMVJ Amsterdam
- 1949-1950  DED Amsterdam
- 1950-1951  AMVJ Amsterdam
- 1951-1952  DED Amsterdam
- 1952-1953  DED Amsterdam
- 1953-1954  DED Amsterdam
- 1954-1955  AMVJ Amsterdam
- 1955-1956  DED Amsterdam
- 1956-1957  The Wolves Amsterdam
- 1957-1958  DED Amsterdam
- 1958-1959  Blue Stars
- 1959-1960  The Wolves Amsterdam
- 1960-1961  The Wolves Amsterdam
- 1961-1962  Landlust Amsterdam
- 1962-1963  Landlust Amsterdam
- 1963-1964  The Wolves Amsterdam
- 1964-1965  The Wolves Amsterdam
- 1965-1966  Herly Amsterdam
- 1966-1967  SVE Utrecht
- 1967-1968  Flamingo's Haarlem
- 1968-1969  Punch Delft
- 1969-1970  Blue Stars
- 1970-1971  Flamingo's Haarlem
- 1971-1972  Flamingo's Haarlem
- 1972-1973  Flamingo's Haarlem
- 1973-1974  Rotterdam-Zuid
- 1974-1975  Punch Delft
- 1975-1976  Amstelveen
- 1976-1977  Amstelveen
- 1977-1978  Leida
- 1978-1979  EBBC Den Bosch
- 1979-1980  EBBC Den Bosch
- 1980-1981  EBBC Den Bosch
- 1981-1982  Donar Groningen
- 1982-1983  EBBC Den Bosch
- 1983-1984  EBBC Den Bosch
- 1984-1985  EBBC Den Bosch
- 1985-1986  EBBC Den Bosch
- 1986-1987  EBBC Den Bosch
- 1987-1988  EBBC Den Bosch
- 1988-1989  Noordkop
- 1989-1990  Noordkop
- 1990-1991  Noordkop
- 1991-1992  Noordkop
- 1992-1993  EBBC Den Bosch
- 1993-1994  BSW
- 1994-1995  Noordkop
- 1995-1996  EBBC Den Bosch
- 1996-1997  EBBC Den Bosch
- 1997-1998  Noordkop
- 1998-1999  Amsterdam
- 1999-2000  Amsterdam
- 2000-2001  Amsterdam
- 2001-2002  Amsterdam
- 2002-2003  E.T. Nijmegen
- 2003-2004  Donar Groningen
- 2004-2005  Amsterdam
- 2005-2006  EiffelTowers
- 2006-2007  EiffelTowers
- 2007-2008  Amsterdam
- 2008-2009  Amsterdam
- 2009-2010  Donar Groningen
- 2010-2011  Leida
- 2011-2012  EiffelTowers
- 2012-2013  Leida
- 2013-2014  Donar Groningen
- 2014-2015  Den Bosch
- 2015-2016  Donar Groningen
- 2016-2017  Donar Groningen
- 2017-2018  Donar Groningen
- 2018-2019  Landstede Zwolle
- 2019-2020 Non assegnato[1]
- 2020-2021  Leida
- 2021-2022  Heroes Den Bosch
- 2022-2023  Leida
- 2023-2024  Leida

Il corsivo indica che l'assegnazione del titolo di campione nazionale costituiva una fase del campionato belga-olandese BNXT League.

## Vittorie per club
| Club                 | Titolo | Città            | Anno                                                                                                 |
| -------------------- | ------ | ---------------- | --- |
| Heroes Den Bosch     | 17     | 's-Hertogenbosch | 1979, 1980, 1981, 1983, 1984, 1985, 1986, 1987, 1988, 1993, 1996, 1997, 2006, 2007, 2012, 2015, 2022 |
| DED Amsterdam        | 8      | Amsterdam        | 1946, 1947, 1950, 1952, 1953, 1954, 1956, 1958                                                       |
| Amsterdam            | 7      | Amsterdam        | 1999, 2000, 2001, 2002, 2005, 2008, 2009                                                             |
| Donar Groningen      | 7      | Groningen        | 1982, 2004, 2010, 2014, 2016, 2017, 2018                                                             |
| Den Helder Kings     | 6      | Den Helder       | 1989, 1990, 1991, 1992, 1995, 1998                                                                   |
| Leida                | 6      | Leida            | 1978, 2011, 2013, 2021, 2023, 2024                                                                   |
| The Wolves Amsterdam | 5      | Amsterdam        | 1957, 1960, 1961, 1964, 1965                                                                         |
| Flamingo's Haarlem   | 4      | Haarlem          | 1968, 1971, 1972, 1973                                                                               |
| AMVJ Amsterdam       | 3      | Amsterdam        | 1949, 1951, 1955                                                                                     |
| Canadians Amsterdam  | 2      | Amsterdam        | 1962, 1963                                                                                           |
| Punch Delft          | 2      | Delft            | 1969, 1975                                                                                           |
| Blue Stars           | 2      | Diemen           | 1959, 1970                                                                                           |
| Amstelveen           | 2      | Amstelveen       | 1976, 1977                                                                                           |
| APGS Amsterdam       | 1      | Amsterdam        | 1948                                                                                                 |
| Herly Amsterdam      | 1      | Amsterdam        | 1966                                                                                                 |
| SVE Utrecht          | 1      | Utrecht          | 1967                                                                                                 |
| Rotterdam-Zuid       | 1      | Rotterdam        | 1974                                                                                                 |
| BSW                  | 1      | Weert            | 1994                                                                                                 |
| Matrixx Magixx       | 1      | Nimega           | 2003                                                                                                 |
| Landst. Hammers      | 1      | Zwolle           | 2019                                                                                                 |